# Теофил Исповедник
Теофил Исповедник је православни хришћански светитељ и исповедник вере из 8. века .
Православна црква га помиње 2. и 15. октобра,
Теофил је рођен у близини града Тивериопоља, где је и крштен. Као млад се замонашио У његово време цар Лав III Исавријанац, који је био иконоборац покренуо је прогон икона и њихових поштовалаца. Свети Теофил се томе јавно супротставио, и исповедао поштовање светих икона и поклањање живописаноме лику Божијем. Дознавши за то, цар Лав је послао војнике да га ухапсе. Наредио му је да се јавно одрекне молитвеног поштовања светих икона; но блажени Теофил је то одбио, изјављујући да свете иконе треба молитвено поштовати. Цар је онда наредио да га воловским жилама туку, и да му руке вежу наопако и да га по граду Никеји воде као злочинца, ругајући му се и исмевајући га. Пошто ни после свега тога Теофил није прихватио да одбаци иконе, цар Лав је наредио да га нагог распну крстолико на два стуба и сувим жилама бију спреда и позади. Потом је наредио да усијају гвоздене чизме, па да му обуку и да га натерају да трчи путем испред њега. Сва ова мучења свети мученик је јуначки трпео. 
Провео је доста времена у тамници мучен глађу и жеђу. И тамо, је узносећи молитве и благодарност умро у миру.

### Тропар Теофану
Глас 8. „Наставниче Православља, учитељу побожности и чистоте, свећњаче васељене, богонадахнути украсу архијереја, Теофану премудри, учењем твојим све си просветио, свирало духовна, моли Христа Бога, да спасе душе наше.Кондак Теофану, глас 2. Велегласно говорећи о Христовом божанском оваплоћењу, бестелесне ђаволе си до краја изобличио, величанствени Теофане. Зато ти сви верно и побожно кличемо: Моли се непрестано за све нас.”